# Robert-Schuman-Gymnasium Saarlouis

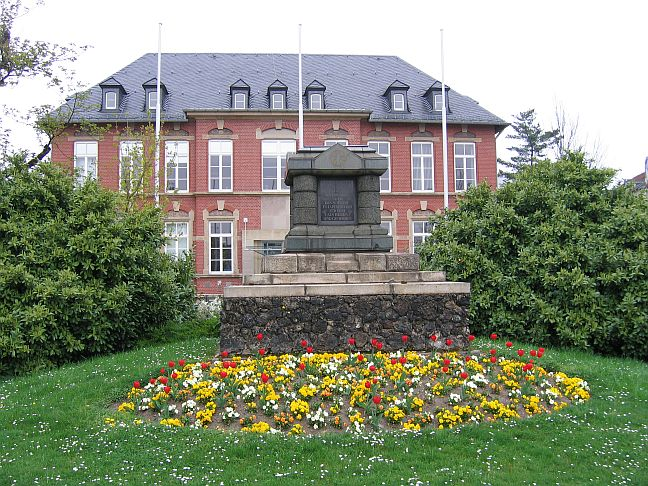
Ehemalige Räumlichkeiten bis 1960

Das Robert-Schuman-Gymnasium (Saarlouis) (RSG; ehemals Staatliches Mädchenrealgymnasium Saarlouis) ist ein neusprachliches Gymnasium in Saarlouis, bietet aber auch einen bilingualen Zweig sowie die Möglichkeit des Abibac an. Es ist nach dem französischen Politiker Robert Schuman benannt.

## Geschichte
Das Mädchenrealgymnasium befindet sich seit 1960 im Gebäude des ehemaligen Humanistischen Knabengymnasiums Saarlouis, das in den Jahren 1895 bis 1898 am Prälat-Subtil-Ring erbaut und 1905 erweitert wurde.
1960 zog das Knabengymnasium in das zwischen 1958 und 1960 neu errichtete heutige Schulgebäude auf dem Hornwerk im Stadtgarten um und trägt seither den Namen Gymnasium am Stadtgarten.
Das Gebäude am Prälat-Subtil-Ring bot nun dem Mädchengymnasium Platz, das sich zuvor in den Räumlichkeiten des heutigen Verwaltungsgerichts des Saarlandes befand. 1978 wurde die Schule in Robert-Schuman-Gymnasium umbenannt.

### Direktoren
| - 1901–1920: Anna Rozynski - 1920–1939: Matthias Pflügler - 1939–1944: Nikolaus Fox - 1945–1950: Caspar Rausch - 1950–1972: Maria Graus - 1972–1980: Magda Ringelstein | - 1980–1986: Helmut Mügge - 1986–1991: Ingbrecht Haberer - 1991–1999: Theresia Lux - 1999–2006: Alfred Metz - 2006–2011: Hans-Josef Louis - ab 2012: Uwe Peters |

## Sprachenfolge
Seit dem Schuljahr 2006/2007 bietet die Schule als neusprachliches Gymnasium (neben dem bilingualen und dem klassischen Zweig) den Musik-Zweig an. Der Englisch-Zweig (Englisch-Latein-Französisch) wurde damit abgelöst.
Klassischer Zweig
- Französisch (ab Klasse 5 verpflichtend bis Klasse 9)
- Englisch (ab Klasse 6 verpflichtend bis Klasse 9)
- Spanisch oder Latein (ab Klasse 8 verpflichtend bis Klasse 10)

Bilingualer Zug (seit 1989)
- Französisch (ab Klasse 5 verpflichtend bis Klasse 9)
- Englisch (ab Klasse 6 verpflichtend bis Klasse 9)
- Spanisch oder Latein (ab Klasse 8 verpflichtend bis Klasse 10)

Seit dem Schuljahr 1989/1990 bietet das RSG einen bilingualen Zug an. In den Klassen 5 und 6 dieses Zuges wird Französisch mit insgesamt drei Wochenstunden mehr unterrichtet. Der französischsprachige Unterricht setzt dann in Erdkunde in Klasse 7, in Geschichte in Klasse 8 und in Sozialkunde/Politik in Klasse 9 ein. Die zweite und die dritten Fremdsprachen werden dadurch nicht beeinflusst.
Seit dem Schuljahr 1999/2000 kann man am RSG als erster saarländischer Schule nach Durchlaufen des bilingualen Zuges in der Oberstufe das Abibac erwerben, eine anerkannte deutsch-französische Hochschulreife. Mit dieser hat man ein deutsches Abitur und ein französisches Baccalauréat, so dass sich die Absolventen ohne Verwaltungshürden an französischen Hochschulen bewerben und einschreiben können. Partnerschule in Frankreich ist das Lycée Poncelet in Saint-Avold, ebenfalls eine Abibac-Schule.
Musik-Zweig (seit 2006)
- Französisch (ab Klasse 5 verpflichtend bis Klasse 9)
- Englisch (ab Klasse 6 verpflichtend bis Klasse 9)
- Musik statt 3. Fremdsprache (ab Klasse 8 verpflichtend bis Klasse 10)

Seit dem Schuljahr 2006/2007 wird ein musikalischer Zweig angeboten, der – ähnlich dem bilingualen Zweig – erweiterten Unterricht in Musik durch erhöhte Wochenstundenzahl, Erlernen eines Instrumentes sowie die Teilnahme an einem Ensemble (z. B. Kammermusik, Band, Jugendsinfonieorchester) und die Ersetzung der 3. Fremdsprache durch Musik als (schriftliches) Hauptfach in der 8. Klassenstufe bietet. In der Oberstufe wird ein Musik-Leistungskurs angeboten.
Eine 3. Fremdsprache kann mittels freiwilliger Zusatzkurse ab der 10. Klassenstufe ebenfalls belegt werden.

## AGs
An den Nachmittagen bieten die Lehrpersonen kostenlose AGs in wöchentlichem Rhythmus an. Das Angebot erstreckt sich über den musikalischen und sportlichen Bereich, z. B. Chor, Big Band, Kammerorchester und Tanz, umfasst mathematisch-naturwissenschaftliche Fächer wie AGs zu Chemie, Biologie oder Mathematik, hat aber auch gestalterische und sprachliche Schwerpunkte, z. B. Theater-AG, DELF- und TELC-AG oder Sprechwerkstatt Französisch. Das Angebot variiert mit den Schuljahren nach der Verfügbarkeit der anbietenden Lehrkräfte. Seit dem Jahr 2018 gibt es auch die AG der Schulsanitäter. Diese wurden durch Fachkräfte ausgebildet und wechseln sich in den Pausen mit Sanitäts-Diensten ab. Zur Auffrischung findet einmal pro Woche eine AG-Stunde statt.

## Partnerschulen
Partnerschulen mit regelmäßigem Austausch sind:
- Collège de Marcq, Marcq en Baroeul (Klassenstufe 8)
- International Education Center Loughborough/Leicestershire (Klassenstufen 8/9)
- Institution Miguel Sánchez López, Torredelcampo (Klassenstufen 9)
- Gimnazjum Roberta Schumana, Warschau (Klasse 9/10)
- Lycée Michelet, Marseille (Klassenstufe 10)
- Scotia Glenville High School, New York (Klassenstufe 10)
- Kitazono High School, Tokio (Klassenstufe 10)
- Lycée Poncelet, Saint-Avold (Abibac-Kurse der Oberstufe)

## Persönlichkeiten

### Absolventen
- Johannes Trümpler, Abitur 2000, Domorganist an der Hofkirche Dresden
- Marc Speicher, Abitur 2004, Politiker (CDU)
- Peter Hedrich, Abitur 2011, Jazzmusiker (Posaunist)

### Lehrer
- Kurt Schoenen (* 1943), stellvertretender Schulleiter und Politiker (CDU)[4]

## Sonstiges
Am 22. Januar 2013 wurden in der Schule gedrehte Szenen zum Thema Schüler Frankreich näher bringen im ZDF in Heute – In Deutschland ausgestrahlt.